# Gotōöarna

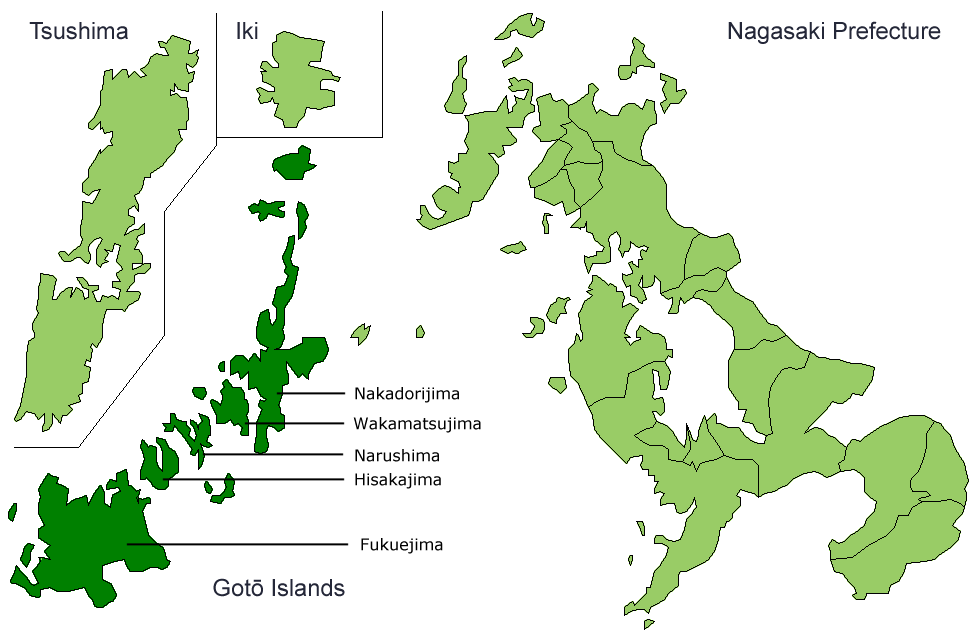
Gotō-rettōs läge i Nagasaki prefektur

Gotōöarna (japanska: 五島列島?, Gotō-rettō) är en japansk ögrupp i sydvästra Japanska havet, väster om Kyūshū. Ögruppen tillhör Nagasaki prefektur. Namnet Gotō betyder "fem öar".

## Geografi
Ögruppen består av ca 140 öar. De fem största är: Fukue-jima, 福江島, 326 km²; Hisaka-jima, 久賀島, 37 km²; Naru-shima, 奈留島, 24 km²; Wakamatsu-jima, 若松島, 31 km² och Nakadōri-jima, 中通島, 168 km². .

Gotoöarnas öar. Bebodda öar är i fetstil.
Färgsättningen motsvarar kommunerna: Gul:Sasebo, Grön:Ojika, Blå:Shin-Kamigotō, Lila:Gotō, Orange:Saikai

## Administrativ indelning
- Staden Gotō med cirka 37 000[3] invånare består av Fukue-jima, Hisaka-jima, Naru-shima samt ytterligare åtta bebodda öar.
- Kommunen Shin-Kamigotō med cirka 20 000[3] invånare består av Nakadōri-jima, Wakamatsu-jima samt ytterligare fem bebodda öar.
- Kommunen Ojika med cirka 2 200 invånare består av Ojikajima samt ytterligare fem bebodda öar.
- Den nordligaste ön, Ukujima, är en del av staden Sasebo på fastlandet.
- Öarna Hirashima och Enoshima tillhör staden  Saikai på fastlandet.

Den här artikeln är helt eller delvis baserad på material från engelskspråkiga Wikipedia, Gotō Islands, 3 augusti 2016.